# Silicon Forest

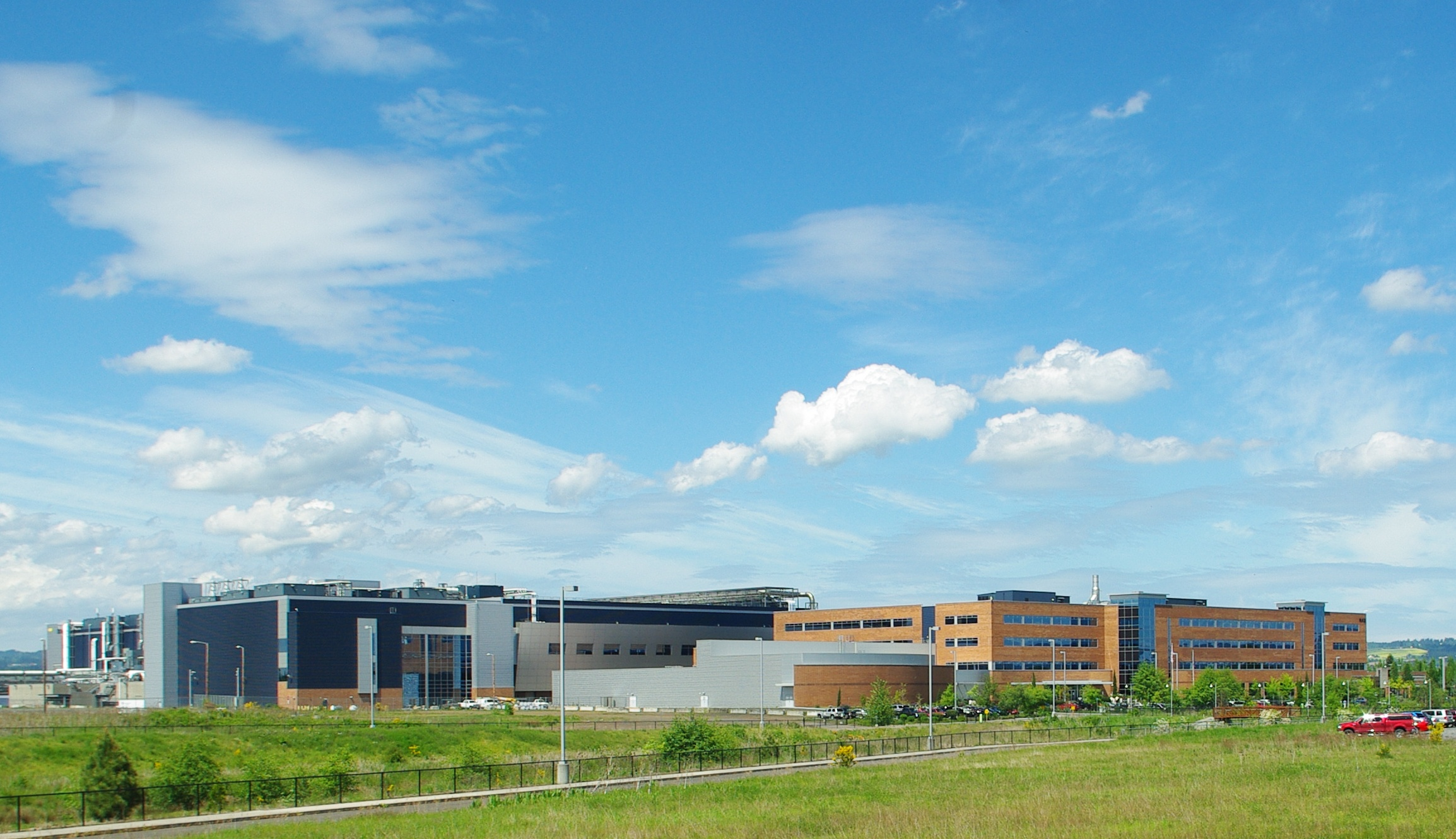
De campus van Intel in Hillsboro

Silicon Forest is een bijnaam en verwijst meer bepaald naar een groep hightechbedrijven in de omgeving van de stad Portland in de staat Oregon en het zuidwesten van de staat Washington in de Verenigde Staten. Meer in het bijzonder wordt geregeld verwezen naar het industriële gebied tussen Beaverton en Hillsboro in het noordwesten van Oregon.
De naam lijkt op die van Silicon Valley in de San Francisco Bay Area in de staat Californië. In de omgeving van Portland specialiseren deze bedrijven zich in outputtoestellen als beeldschermen en printers, alsook met softwaregerelateerde materialen.

## Bedrijven en filialen

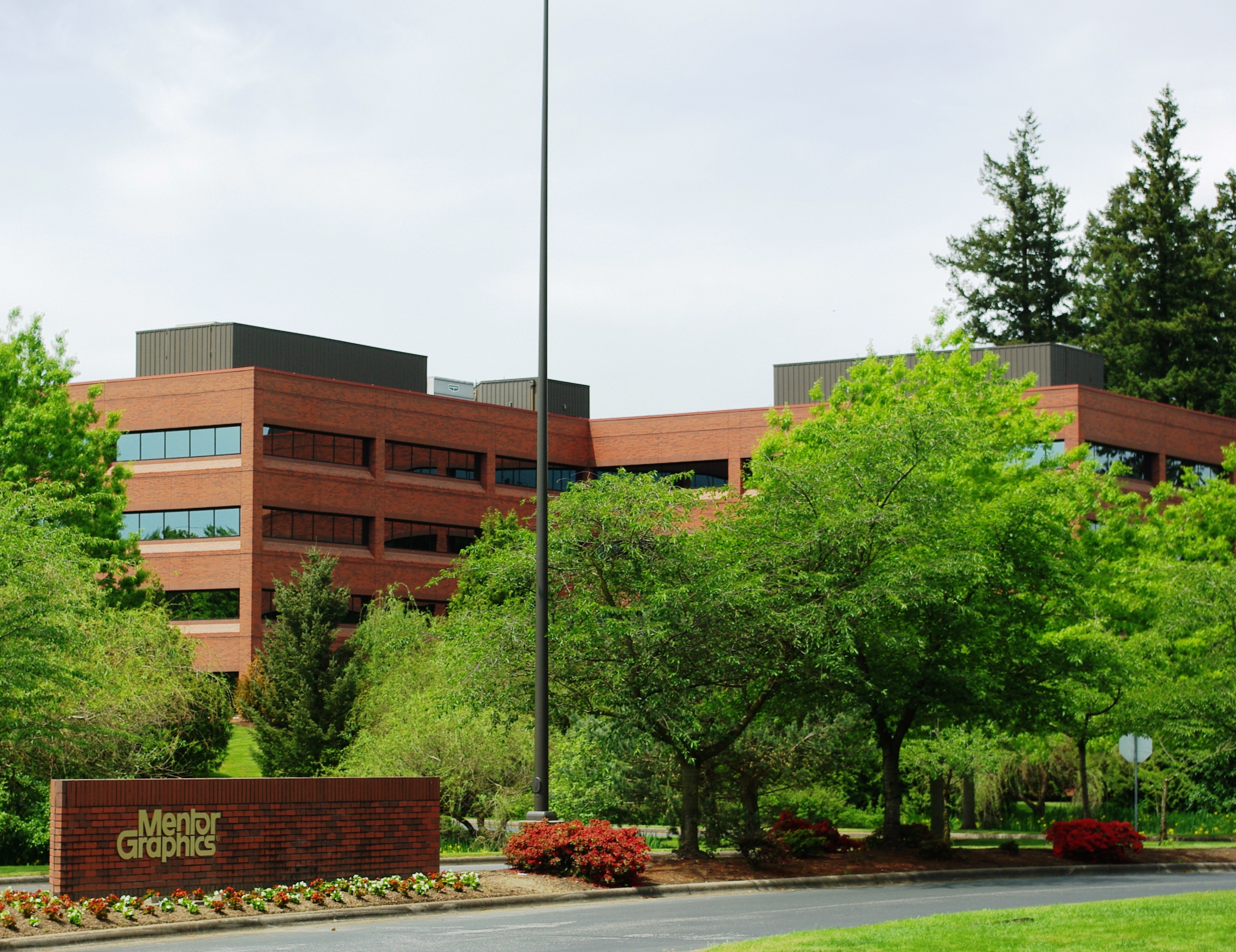
Hoofdkwartier Mentor Graphics in Wilsonville

Hier volgt een onvolledige lijst van voormalige en huidige bedrijven die opgericht werden in Silicon Forest of een groot filiaal hebben daar:

### Huidig
- Ambric (overgenomen door Nethra Imaging in april 2009)
- ARRIS (via overname van C-COR)
- ClearEdge Power[1]
- Elemental
- Extensis
- EPSON[2]
- FEI Company
- FLIR Systems
- GemStone Systems
- Genentech[3]
- Hewlett-Packard
- IBM (door overname van Sequent)
- InFocus[4]
- Intel[5]
- Jive Software
- LaCie
- Lattice Semiconductor
- Maxim Integrated Products
- Mentor Graphics[4]
- Merix Corporation
- Novellus Systems
- ON Semiconductor[6]
- Panic Software
- Phoseon Technology[7]
- Planar Systems
- RadiSys Corporation
- Sage Software (door overname van Timberline)
- Siltronic Corporation
- SolarWorld
- Sun Microsystems
- Synopsys
- Tektronix
- Tripwire
- TriQuint Semiconductor
- WaferTech (TSMC-filiaal)
- WebTrends
- Xerox[8]
- Yahoo![9]

### Voormalig
- BiiN (failliet)
- Central Point Software (failliet)
- Etec Systems, Inc. (failliet)
- Floating Point Systems (failliet)
- Fujitsu (fabriek gesloten)[10]
- NEC (fabriek gesloten)[10]

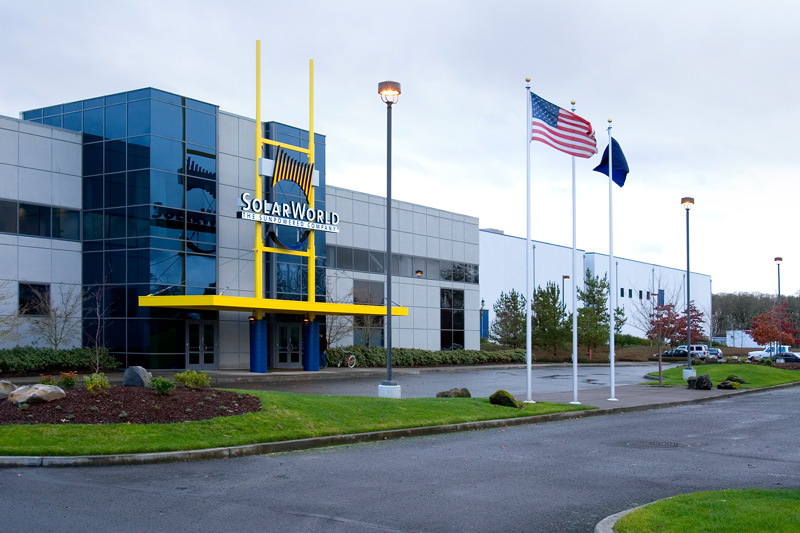
Amerikaans hoofdkwartier van SolarWorld in Hillsboro

- Open Source Development Labs (failliet)
- Sequent Computer Systems (overgenomen door IBM)